# Austria Center Vienna

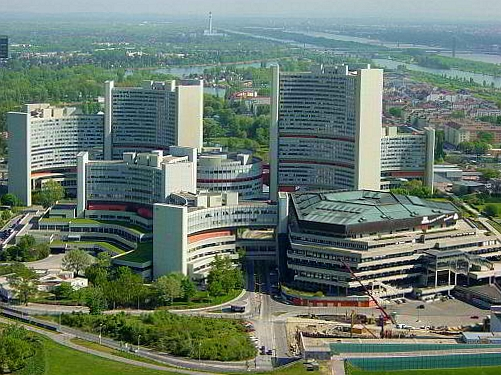
Le Vienna International Centre avec l'ACV à droite, au premier plan

L'Austria Center Vienna (ACV) est un bâtiment de la ville de Vienne. Il se trouve à proximité du Vienna International Centre, dans l'arrondissement de Donaustadt. Il fut conçu par l'architecte Johann Staber et fut construit de 1983 à 1987. L'Austria Center Vienna est doté de 24 salles, de 180 bureaux et salles de réunion, ainsi que d'environ 22 000 m² d’espace d'exposition, ce qui en fait le plus grand centre de conférence d'Autriche. Il fait également partie des principaux centres de conférence internationaux.
Les événements qui y sont organisés sont variés, allant de conférences scientifiques à des bals et des banquets, en passant par des séminaires d'entreprises internationaux, des présentations de produit et des salons.
L'IAKW-AG (Internationales Amtssitz- und Konferenzzentrum Wien, Aktiengesellschaft) est la société chargée de la conservation du Vienna International Centre (VIC) et du fonctionnement de l'Austria Center Vienna. L'IAKW-AG, et par conséquent l'Austria Center Vienna, sont présidés par Susanne Baumann-Söllner.